# Typhochrestus berniae
Typhochrestus berniae es una especie de araña araneomorfa del género Typhochrestus, familia Linyphiidae. Fue descrita científicamente por Bosmans en 2008.
Se distribuye por España. El cuerpo del macho mide aproximadamente 1,3-1,4 milímetros de longitud. El prosoma es de color marrón con amarillo y las patas amarillentas.